# 서피스 랩탑 스튜디오
서피스 랩탑 스튜디오(Surface Laptop Studio)는 마이크로소프트가 2021년 9월 22일 서피스 이벤트에서 새롭게 선보인 제품군이다. 이 제품은 서피스 Go 3, 서피스 프로 8, 서피스 듀오 2 및 여러 서피스 액세서리들과 함께 이 회사에 의해 발표되었다. 이 장치는 태블릿 모드로 전환되는 듀얼 파이빙 화면을 특징으로 하는 새로운 폼 팩터이다. 이 재품은은 새로운 윈도우 11 운영 체제에서 전원을 공급받는다.